# Marie Denis (artiste)
 (octobre 2022).
Cet article concerne l'artiste française. Pour l'écrivaine et féministe belge, voir Marie Denis.
Marie Denis est une artiste contemporaine française, née à Bourg-Saint-Andéol en Ardèche le 22 juillet 1972. Elle vit à Paris et travaille partout en France. 

## Biographie
Après l'école des beaux-arts de Lyon ,  Marie Denis devient pensionnaire à la villa Médicis en 1998.
En 2008, elle est accueillie à Rodez par le musée Denys-Puech pour quatre mois de résidence. 

## Œuvre
Bien que généralement qualifié de sculptural, le travail de Marie Denis prend des formes très variées, où les principes botaniques en sont les fils conducteurs. Elle centre son travail sur les objets et la manière dont ils peuvent être réinventés. Mêlant avec subtilité la naturel et l’artificiel, Marie Denis aime contourner les règles pour concrétiser ses pensées et ses visions au travers d’herbier. L’artiste s'exprime avec des formes de nature, transformées par l’expérimentation de matériaux, et de croisements issus de savoir-faire artisanaux empreintes de conscience écologique. 
Marie Denis réalise de nombreuses expositions personnelles et collectives parmi lesquels on compte : Les Ombres, exposition personnelle au Ravitaillement, lieu d’art et de pratique rurales, Gavray-sur-Sienne, France (2021); Alma Herbarium, exposition personnelle à la Galerie Alberta Pane, Paris, France (2021); Non c’è + nessun Virgilio a guidarci nell’inferno sous la direction de Martina Cavallarin et d’Antonio Caruso à l’Opendream Art,Treviso, Italie (2021).
Par ailleurs, elle a remporté des prix et bourses nationales et internationales tels que la FNAGP en 2015, la DRAC Ile-de-France en 2011 et 2005, ou encore tels que le programme de résidence susmentionné à la villa Médicis, à Rome.
Marie Denis est représentée par la galerie Alberta Pane à Paris ou à Venise et également accompagnée par la galerie Kamila Regent.

## Expositions
- EXPOSITIONS PERSONNELLES
  - Alma Herbarium, exposition personnelle à la Galerie Alberta Pane, Paris, France (2021) ;
  - Les Ombres, exposition personnelle au Ravitaillement, lieu d’art et de pratique rurales, Gavray-sur-Sienne, France (2021);
  - Le Saule qui Chante, exposition personnelles au parc Vansteenkiste Roncq, France (2019) ;
  - Nature des profondeurs, exposition personnelle à la Galerie Alberta Pane, Paris, France (2018) ;
  - L'Herbier de Curiosités au Centre d'Art et de Nature, Chaumont sur Loire, France (2017) ;
  - L’Herbier Noir à la Galerie Alberta Pane, Paris, France (2016) ;
  - Secret garden, exposition en chambre(s), Bruxelles, Belgique (2015) ;
  - L’Installation éphémère à la Galerie Kamila Régent, Saignon, France (2015) ;
  - Patrimoine culturel, patrimoine naturel, Journées européennes du patrimoine, Hôtel du ministre, Quai d’Orsay, Paris, France (2014) ;
  - Un Jardin à Plot Hr, Rouen, France (2013) ;
  - Lucy à la Galerie Alberta Pane, Paris, France (2013) ;
  - Quelle histoire?! Sélection FRAC Midi-Pyrénées, Château de Foix, Foix, France (2012) ;
  - Azul, Carte blanche aux Musées Gadagne, Lyon, France (2011) ;
  - Les yeux derrière la tête à la Galerie Alberta Pane, Paris, France (2011) ;
  - Nature, invité par Point Commun, Cran Gevrier, France (2011) ;
  - Cinérama, au Windows des Galeries Lafayette, invité par le Parc de la Villette, Paris, France (2010) ;
  - Les Curiosités à la Galerie Alberta Pane, Paris, France (2010) ;
  - La main paysage, au Festival International des Jardins, Chaumont-sur-Loire, France (2010)
- EXPOSITIONS COLLECTIVES
  - Sentir le Monde sous la direction de Fanny Robin au H2M, Espace d’art contemporain, Bourg-en-Bresse, France (2022) ;
  - Non c’è + nessun Virgilio a guidarci nell’inferno sous la direction de Martina Cavallarin et d’Antonio Caruso à l’Opendream Art,Treviso, Italie (2021) ;
  - Le temps du végétal sous la direction de Pauline Lisowski au Jardin Botanique, Nancy, France (2020) ;
  - Imprese sous la direction de Martina Cavallarin à la Galerie Alberta Pane, Venise, Italie, (2020) ;
  - Métamorphoses du Quotidien sous la direction de Pauline Lisowski à la Maison des Art Plastiques Rosa Bonheur, Chevilly-Larue, France (2020) ;
  - 10 ans d’artistes: 2009-2019 au Chateau-musée, Tournon-sur-Rhône, France (2019) ;
  - Le goût de l ’Art - l’art du goût au Château du Rivau, Lémeré, France (2019) ;
  - Traces du végétal à la Maison des arts, Antony, France (2019) ;
  - 10×100 - Fabbrica d'Arte Contemporanea au Giovanardi Spa, Concorezzo (MB), Italie (20189) ;
  - L’été Photographique de Lectoure au centre d’Art et de Photographie de Lectoure, France (2019) ;
  - (Re)végétaliser à l’Espace d’art Chaillioux, Fresnes, France (2019) ;
  - Willow chimes-fountain, garden -installation, Vanstenkiste parc, Roncq, France (2019);
  - La forêt des esprits à la Plateform, Paris, France (2018) ;
  - De Fils ou de Fibres au Cac de Meymac, France (2018) ;
  - Notre paysage au Musée des Vans, Les Vans, France Particules, Atelier (L’), Nantes, France (2018) ;
  - Simulation, Les Magasins Généraux, Pantin, France (2018);
  - L’impermanence à la fondation Fernet-Branca, Alsace, France (2018) ;
  - Pasta Utopia à la Galerie Papillon, Paris, France (2018) ;
  - Se souvenir des belles choses, Collection Frac de Pays de la Loire, Médiathèque Intercommunale de Derval, France (2018) ;
  - Comme une fleur au Centre Culturel Aragon, Oyonnax, France (2017) ;
  - Le retable Haîku, Multiple Art Days (MAD), invited by : M. Mercier, La Maison Rouge, Paris, France (2017) ;
  - Le Désir à la Galerie Alberta Pane, Venise, Italie (2017) ;
  - Dans le royaume de l’eau, la brodeuse d’eau, video, Kunstverein bad salzdefurth e.v, Bodenburg, Allemagne (2017) ;
  - Comme une fleur au Centre Culturel Aragon, Salle miklos, Oyonnax, FranceCoop club, invited by Mathieu Mercier, France (2017) ;
  - Comme une Fleur au Centre Culturel Aragon, Oyonnax, France (2017) ;
  - Dans le Royaume de l'Eau, la Brodeuse d'Eau, à Bodenburg, Allemagne (2017) ;

## Publications
- Publication:
  - NewCurating - Interview - Marie Denis - n01 - Alexis Zacchi 2016
  - Leo Lecci, catalogue for the exhibition Lucy, De Ferrari editions, 2014
  - Artwork for the collection of Madame L, in collaboration avec Kamila
  - Régent Azul, carte de vœux, ville de Lyon, France, 2011 Filles du Rhône, exhibition diary, 2010
  - Echelle 1.3, le Pac Bô, 2010
  - Feuilles en fax, edited during the exhibition “Alexandra ou la papier amoureux”, text by M. Gentet, 2009
  - Denys-Denis, Denys-Puech Museum, Rodez, les éditions du Rouergue, text by S. Emonet, December 2008
  - Aéroneige, DVD, residency Mixar, Orléans, May 2006
  - Som Okun Shran (1000 mercis), CCF de Phnom Phen, Cambodge September Marie Denis, Ateliers des Arques, December 2003
  - Comunque Bella, Marie Denis, Rome, 1999
  - Résidences d’artistes dans le Trièves, tiré à part du CNAC, text by Hans-Ulrich Obrist, Le Magasin, Grenoble, 1999
  - Catalogues et presse (sélection) :
  - Le désir, exhibition catalogue, Edizioni Alberta Pane, Venise, Italie (2017) ;
  - Portrait dans le 13 du Mois, news magazine, by Matheu Génon LE JOURNAL DES ARTS no433 / Du 10 au 23 avril 2015 ;
  - La forêt de l’art contemporain, Confluences Editions A-part, Exhibition catalogue, 2014 ;
  - Fine Arts magazine, “Galerie Alberta Pane, quant la mémoire travaille les artistes”, 2014 ;